# Sint-Donatuskerk (Altforst)
De Sint-Donatuskerk is een rooms-katholieke kerk aan de Kerkstraat 8 in Altforst.
De kerk werd in 1890 gebouwd ter vervanging van een schuurkerk uit 1833. Architect Johannes Kayser ontwierp een eenbeukige zaalkerk in neoromaanse stijl. Het schip telt vier traveeën, gevolgd door het priesterkoor met halfronde apsis. De westtoren heeft vier geledingen en een achtkantige spits.
Binnen wordt de kerk overdekt door een houten tongewelf. Het interieur verkeert nog grotendeels in oorspronkelijke staat. De muren zijn rijk gepolychromeerd met figuratieve en ornamentele afbeeldingen. In de kerk staan beelden van Petrus Verhoeven uit Uden.
De kerk wordt tot op heden gebruikt voor de katholieke eredienst. Het kerkgebouw is een rijksmonument.

## Bron
- Reliwiki - Altforst, Donatus
- Beschrijving Rijksdienst voor het Cultureel Erfgoed

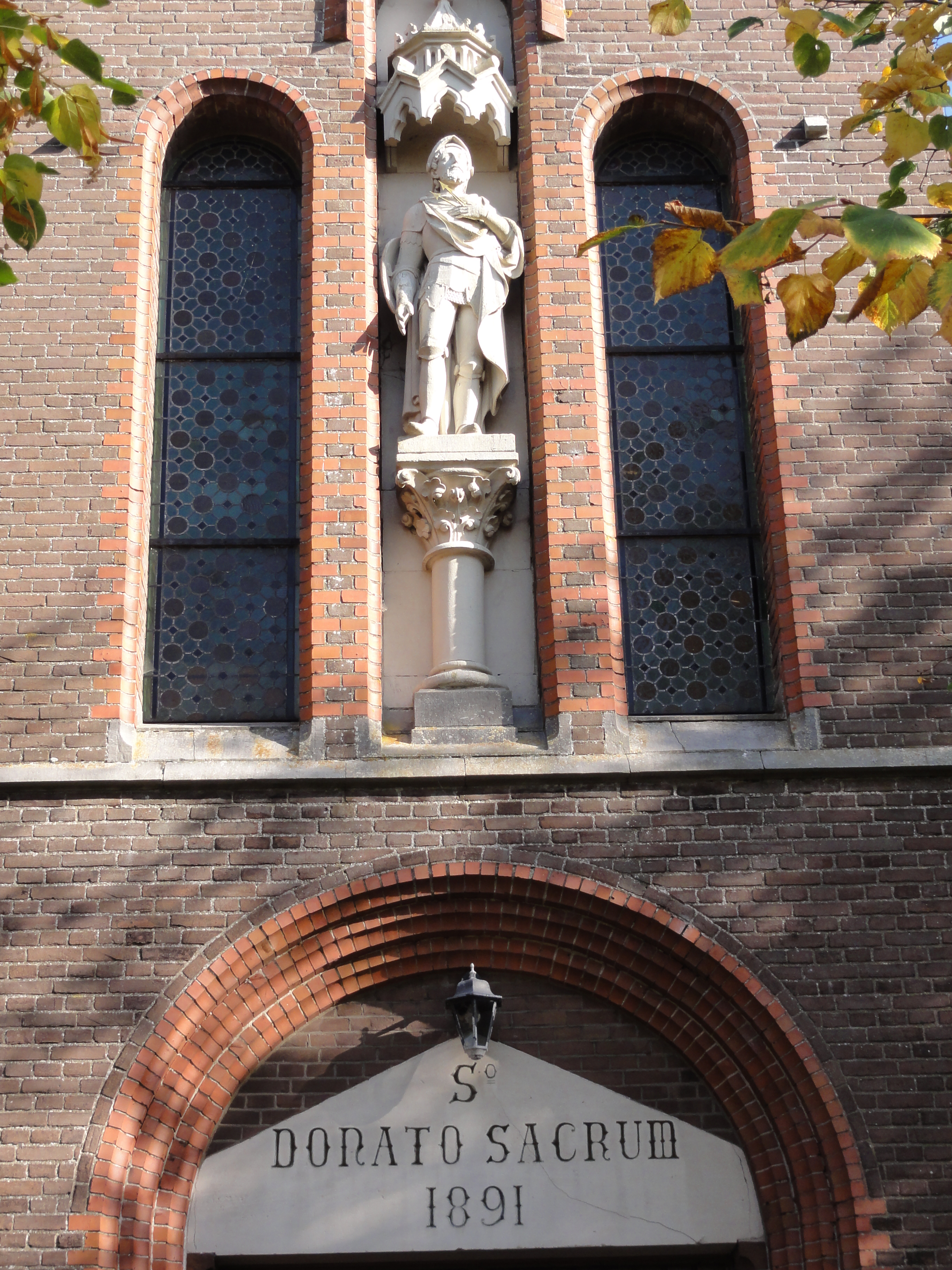
Donatusbeeld en geveltekst